# Het zonderlinge rechtgeding
Het zonderlinge rechtgeding is een volksverhaal uit Indonesië.

## Het verhaal
De man van een weduwe was erg rijk, hij voerde de eretitel van Dambong en ze hebben een dochter. Ze noemen haar Nola, wat wees betekent, omdat ze erg jong was toen haar vader stierf. Als Nola's moeder ziek wordt, maakt Nola eten. De moeder wil niks eten en vraagt om gedroogde balanak. Een vader van zes meisjes komt terug van het meer en hij heeft veel balanak gevangen en gedroogd. De zes meisjes willen niet dat hun vader de vis geeft, omdat ze hopen dat Nola's moeder zal sterven en Nola daarna van verdriet. De vader is de broer van de moeder van Nola, maar niet rijk zoals zijn overleden zwager.
De balanak wordt klaargemaakt en Nola's moeder ruikt de geur. Ze vraagt Nola om wat rijst te maken, dit kan ze eten bij de geur van de balanak. Elke dag wordt ze iets beter en haar eetlust komt terug. Als de zes meisjes horen dat Nola's moeder hersteld is door de geur van de balanak, willen ze betaling. De vader gaat op zoek naar iemand die de vordering wil halen, maar moet lang zoeken. Iedereen vindt dat het onterecht is om te laten betalen voor de geur van vis. De Tonggal wil de zaak op zich nemen en roept de oude en wijze mannen bijeen.
De Tonggal vraagt Nola's moeder om haar allermooiste garontong, een koperen trommel. De garontong wordt naar het gemeentehuis gebracht en de Tonggal zendt een bode naar de vader en de zes dochters met het bericht dat de betaling binnen is. De Tonggal slaat op de grote trommel en zegt dat dit de betaling is voor de geur van de geroosterde vis. De trommel wordt teruggegeven aan Nola en de wijze mannen vinden dit terecht. De vader en zes dochters gaan stilletjes naar huis.

## Achtergronden bij het verhaal
- Het verhaal is ook bekend als De geur van voedsel.
- Verhalen over rechterlijke scherpzinnigheid zijn in het Oosten wijdverbreid en ook dit is een zeer bekend verhaal.
- Verwacht met dit verhaal zijn een Acehs verhaal, waarin een Javaanse sprookjesverteller het verhaal aanhaalt en een Sangirees sprookje waarin wordt betaald met het spiegelbeeld van een boete.
- Het thema van dit verhaal is in alle werelddelen terug te vinden. Hierbij wordt de oplossing vaak bedacht door een bekende wijze persoon uit de verteltraditie. Bijvoorbeeld Zwarte Patrick uit Ierland, Nasreddin Hodja uit Turkije en zelfs Anansi de spin uit Afrika.
- Vergelijk met Djha als rechter uit Marokko en De boer als advocaat uit Nederland.